# Liolaemus gardeli
Liolaemus gardeli is een hagedis uit de familie Liolaemidae.

## Naam en indeling
De wetenschappelijke naam van de soort werd in 2017 voor het eerst voorgesteld door Laura Verrastro, Raúl Maneyro, Caroline M. da Silva en Iraia Farias. In veel bronnen wordt de hagedis hierdoor nog niet vermeld.

## Verspreiding en habitat
De soort komt voor in delen van noordelijk Zuid-Amerika en leeft endemisch in Uruguay. De hagedis is alleen bekend in het departement Tacuarembó.
De habitat bestaat uit drogere, zanderige streken, zoals zandduinen en zandverstuivingen.

## Levenswijze
De hagedis begraaft zich bij verstoring snel in het zand. De hagedis maakt ook gebruik van de holen van andere dieren om zich te verstoppen, zoals de holen van gordeldieren. De vrouwtjes zetten eieren af op de bodem.
Op het menu staan voornamelijk insecten zoals mieren, vliegen en vlinders en andere kleine ongewervelden zoals spinnen. Ook plantendelen worden gegeten, zoals fruit en zaden.